# Herpetogramma albipennis
Herpetogramma albipennis är en fjärilsart som beskrevs av Inoue 2000. Herpetogramma albipennis ingår i släktet Herpetogramma och familjen Crambidae. Inga underarter finns listade i Catalogue of Life.